# Real Madrid Club de Fútbol 1964-1965
Questa voce raccoglie le informazioni riguardanti il Real Madrid Club de Fútbol nelle competizioni ufficiali della stagione 1964-1965.

## Rosa
| N. |                    | Ruolo | Calciatore         |
| -- | ------------------ | ----- | ------------------ |
|    | Spagna (bandiera)  | P     | José Araquistáin   |
|    | Spagna (bandiera)  | P     | José María Beltrán |
|    | Spagna (bandiera)  | P     | Antonio Betancort  |
|    | Spagna (bandiera)  | D     | Isidro             |
|    | Uruguay (bandiera) | D     | José Santamaría    |
|    | Spagna (bandiera)  | D     | Pedro Casado       |
|    | Spagna (bandiera)  | D     | Pedro de Felipe    |
|    | Spagna (bandiera)  | D     | Vicente Miera      |
|    | Spagna (bandiera)  | D     | Pachín             |
|    | Spagna (bandiera)  | D     | Manuel Sanchís     |
|    | Spagna (bandiera)  | D     | Ignacio Zoco       |
|    | Spagna (bandiera)  | C     | Félix Ruiz         |
|    | Spagna (bandiera)  | C     | Felo               |

| N. |                      | Ruolo | Calciatore         |
| -- | -------------------- | ----- | ------------------ |
|    | Francia (bandiera)   | C     | Lucien Muller      |
|    | Spagna (bandiera)    | C     | Pipi Suárez        |
|    | Spagna (bandiera)    | C     | Pirri              |
|    | Spagna (bandiera)    | C     | Santos Bedoya      |
|    | Spagna (bandiera)    | A     | Amancio Amaro      |
|    | Spagna (bandiera)    | A     | Manuel Bueno       |
|    | Brasile (bandiera)   | A     | Evaristo de Macedo |
|    | Spagna (bandiera)    | A     | Francisco Gento    |
|    | Spagna (bandiera)    | A     | Ramón Grosso       |
|    | Spagna (bandiera)    | A     | Emilio Morollón    |
|    | Ungheria (bandiera)  | A     | Ferenc Puskás      |
|    | Spagna (bandiera)    | A     | Fernando Serena    |
|    | Rep. Ceca (bandiera) | A     | Yanko Daučík       |